# آئینوآ آرته‌تا
آئینوآ آرته‌تا (اسپانیایی: Ainhoa Arteta‎؛ زادهٔ ۲۴ سپتامبر ۱۹۶۴) یک خواننده سوپرانوی کلاسیک و موسیقی متقاطع اهل اسپانیا است.

## زندگی‌نامهٔ هنری
پدر او «خوزه رامون آرته‌تا» بنیانگذار «گروه کُر اِره‌سونیکا» بود و به همین سبب، او از کودکی با موسیقی مأنوس بود. آئینوآ در سن ۱۲ سالگی به «هنرستان موسیقی سن‌سباستین» رفت و پس از مدتی فنون آواز و خوانندگی را زیر نظر «اِتوره کامپوگالیانی» در ایتالیا فرا گرفت. سپس با بورسیه استانیِ گیپوسکوا به «اکتورز استودیو» در نیویورک اعزام شد و سرانجام در سال ۲۰۰۳ میلادی، دورهٔ عالی خوانندگی را نزد «روث فالکون» آموخت.
نخستین اجرای حرفه‌ای او در صحنهُ در نقش «کلوریندا» در اپرای «سیندرلا» اثرِ «جواکینو روسینی» در سال ۱۹۹۰ میلادی در «وست پالم بیچ، فلوریدا» بود.

## زندگی شخصی
آئینوآ در ۲۰ آوریل ۱۹۹۸ با «دواین کرافت» خوانندهٔ باریتون آمریکایی ازدواج کرد که حاصل آن دختری به نام «سارا «بود؛ اما این ازدواج در سال ۲۰۰۳ به جدایی انجامید. او مجدداً در ۱ ژوئیه ۲۰۱۳ با قهرمان پرش با اسب، «خسوس گارمندیا» در شهر «فوئنته‌رابیا» (در استان گیپوسکوا) و به‌طور مخفیانه پیوند زناشویی بست که حاصل این پیوند، پسری به نام «ایکر» است که در سال پیشتر در سال ۲۰۱۰ میلادی به دنیا آمده بود.